# Anna Gutu
Anna Gutu (Odesa, RSS de Ucrania; 1990 o 1991–Shisha Pangma, 7 de octubre de 2023) fue una escaladora y alpinista de altura nacionalizada estadounidense. Es conocida por su objetivo de convertirse en la primera mujer estadounidense, y la tercera escaladora estadounidense en general, en escalar los 14 ochomiles.

## Escalada
En 2023, Gutu coronó el Dhaulagiri (junio), el Kanchenjunga (septiembre) y el Cho Oyu (octubre). En octubre, estaba realizando su última ascensión, el Shisha Pangma en el Tíbet, con Mingma Sherpa, su guía nepalí, cuando murió en una avalancha. Gina Marie Rzucidlo, que también se encontraba en la última etapa de la competición por el título de primera mujer estadounidense en escalar las 14 cumbres, murió en la avalancha poco después.

## Vida personal
Gutu, nacionalizada ciudadana estadounidense, nació en Odesa, en la actual Ucrania, en 1990 o 1991.[cita requerida] Registró muchas de sus ascensiones en las redes sociales.